# Oznaczenia taboru wąskotorowego PKP
Od 1 stycznia 1961 roku, na kolejach wąskotorowych, zarządzanych przez PKP, obowiązywały przepisy WM11, które określały sposób oznaczania taboru wedle odpowiednich serii.

## Parowozy
Oznaczenia serii parowozów od 1961 roku składały się z symboli umieszczonych obok siebie, które oznaczały kolejno:
1. pozycja pierwsza – rodzaj parowozu,
2. pozycja druga – układ osi,
3. pozycja trzecia – moc parowozu w KM lub pochodzenie,
4. pozycja czwarta (numer inwentarzowy) – szerokość toru, do której parowóz był przystosowany

1. Parowozy wąskotorowe podzielono na dwa rodzaje: 
P – parowozy tendrowe,
T – parowozy beztendrowe (tendrzaki), przy czym tym symbol ten stosowany był również dla maszyn będących fabrycznie tendrzakami, a które podczas eksploatacji wyposażono w tendry pomocnicze bez przebudowy parowozu.
2. Układ osi danego parowozu oznaczany był za pomocą następujących symboli: 
(brak symbolu) – dwie osie napędne,
y – trzy osie napędne,
x – cztery osie napędne,
w – pięć osi napędnych,
z – sześć osi napędnych.
w przypadku zastosowania osi tocznych pod parowozem do powyższych symboli dodawano dodatkowy symbol:
a – jedna oś toczna z przodu,
b – jedna oś toczna z tyłu,
n – oś toczna przednia i tylna.
3. Moc parowozu oznaczana była symbolem liczbowym określającym moc parowozu:
1 – do 60 KM
2 – 61 – 80 KM
3 – 81 – 100 KM
4 – 101 – 120 KM
5 – 121 – 150 KM
6 – 151 – 180 KM
7 – 181 – 220 KM
8 – 221 – 300 KM
9 – powyżej 300 KM
W przypadku parowozów pochodzenia polskiego umieszczano dwie ostatnie cyfry roku zatwierdzenia dokumentacji (począwszy od 1920 roku) w miejsce symbolu określającego moc. Natomiast parowozy dostarczone w ramach pomocy UNRA miały umieszczony symbol „u” w miejsce symbolu określającego moc parowozu.
4. W zależności od szerokości toru, do której był przystosowany parowóz, nadawano mu numer inwentarzowy (taborowy) z odpowiedniego zakresu:
- tor o szerokości 600 mm – od 0001 do 1000
- tor o szerokości 750 mm – od 1001 do 2000
- tor o szerokości 785 mm – od 2001 do 2800
- tor o szerokości 800 mm – od 2801 do 3000
- tor o szerokości 1000 mm – od 3001 do 4000

Przykłady:

### Px48
- P – Parowóz
- x – posiadający 4 osie napędne

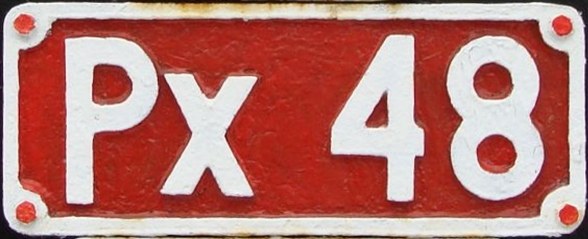

- 48 – pochodzenia polskiego, zatwierdzony do produkcji w 1948 roku.
- 1760 – parowóz przystosowany do toru o szerokości 750 mm

W przypadku konstrukcji przedwojennych, takie samo oznaczenie serii mogły mieć lokomotywy różnych typów skierowane do produkcji w tym samym roku, jak np. Tx26.
Odnośnie do oznaczeń obowiązujących przed 1961 rokiem - zobacz Oznaczenia polskich parowozów i tendrów#Tabor wąskotorowy PKP.

## Tendry
Oznaczenie tendrów składało się z umieszczonych obok siebie symboli określających kolejno: 
1. rodzaj tendra,
2. pojemność zbiornika na wodę,
3. liczbę osi,
4. pochodzenie tendra,
5. numer inwentarzowy określający jednocześnie szerokość toru, do której tender był przystosowany

1. Tendry wąskotorowe dzieliły się na dwa rodzaje, a mianowicie:
Pt – tendry połączone z parowozem,
Zt – tendry oddzielne.
2. Dla określenia pojemności zbiornika na wodę stosowano liczbę wskazująca pojemność zbiornika w m³ zaokrąglona do liczby całkowitej.
3. Dla określenia liczby osi lokomotywy stosowano symbole:
(brak symbolu) – 2 osie,
y – 3 osie,
x – 4 osie.
4. Dla tendrów pochodzenia polskiego umieszczano dwie ostatnie cyfry roku zatwierdzenia dokumentacji (począwszy od 1920 roku).
5. W zależności od szerokości toru, do której był przystosowany tender, nadawano mu numer inwentarzowy (taborowy) z odpowiedniego zakresu:
- tor o szerokości 600 mm – od 5001 do 5200
- tor o szerokości 750 mm – od 5201 do 5370
- tor o szerokości 785 mm – od 5371 do 5400
- tor o szerokości 800 mm – od 5401 do 5430
- tor o szerokości 1000 mm – od 5431 do 5500

 Przykłady: 

### Ptx48

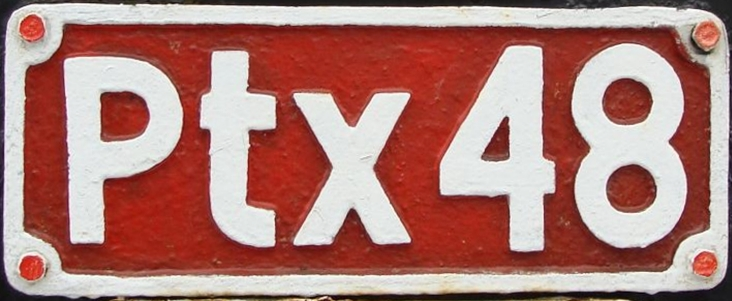

- Pt – Tender połączony z parowozem (w tym przypadku z parowozem Px48)
- x – posiadający 4 osie
- 48 – pochodzenia polskiego, zatwierdzony do produkcji w 1948 roku.
- 1760 – numer inwentarzowy, który powinien jednocześnie określać szerokość toru, do którego tender był przystosowany. W tym wypadku numer ten został nadany niezgodnie z instrukcją.

Uwaga: w oznaczeniu nie podano pojemności zbiornika wodnego, prawdopodobnie dlatego, że uznano, iż jest to konstrukcja znormalizowana o powszechnie znanych parametrach. W pełni poprawne oznaczenia tendra winno brzmieć Pt6x48.

## Lokomotywy spalinowe
Oznaczenie lokomotyw spalinowych składało się z umieszczonych obok siebie symboli określających kolejno: 
1. rodzaj lokomotywy,
2. liczbę osi,
3. rodzaj silnika,
4. rodzaj przekładni,
5. numer inwentarzowy określający jednocześnie szerokość toru, do której dana lokomotywa była przystosowana.

1. Lokomotywy spalinowe wąskotorowe dzieliły się na dwa rodzaje, a mianowicie:
L – lokomotywy spalinowe bez przedziału bagażowego,
Lf – lokomotywy spalinowe z przedziałem bagażowym.
2. Dla określenia liczby osi lokomotywy stosowano symbole:
(brak symbolu) – 2 osie napędne,
y – 3 osie napędne,
x – 4 osie napędne,
w – 5 osi napędnych,
z – 6 osi napędnych.
w przypadku zastosowania osi tocznych, do powyższych symboli dodawano dodatkowy symbol:
a – jedna oś przednie,
b – jedna oś tylna,
n – osie przednia i tylna.
3. Do określenia rodzaju silnika w lokomotywie spalinowej stosowano następujące symbole:
c – silnik spalinowy o zapłonie iskrowym,
d – silnik spalinowy o zapłonie samoczynnym,
a – silnik elektryczny akumulatorowy.
4. Do określenia rodzaju przekładni stosowano następujące symbole cyfrowe:
1 – przekładnia mechaniczna,
2 – przekładnia hydrauliczna,
3 – przekładnia hydromechaniczna,
4 – przekładnia elektryczna.
5. W zależności od szerokości toru, do której była przystosowana lokomotywa nadawano jej numer inwentarzowy (taborowy) z odpowiedniego zakresu:
- tor o szerokości 600 mm – od 001 do 100
- tor o szerokości 750 mm – od 101 do 300
- tor o szerokości 785 mm – od 301 do 380
- tor o szerokości 800 mm – od 381 do 400
- tor o szerokości 1000 mm – od 401 do 500

 Przykłady: 

### Ld1
- L – Lokomotywa spalinowa
- (brak symbolu) – posiadająca 2 osie napędne
- d – napędzana silnikiem o zapłonie samoczynnym
- 1 – oraz mechaniczną skrzynia biegów

Do serii Ld1 zaliczano lokomotywy typu WLs40/WLs50, a także inne, jak lokomotywę L1 z kolei WKD (Ld1-401).

### Lyd1
- L – Lokomotywa spalinowa
- y – posiadająca 3 osie napędne
- d – napędzana silnikiem o zapłonie samoczynnym
- 1 – oraz mechaniczną skrzynia biegów
- 309 – numer inwentarzowy określający jednocześnie, że lokomotywa była przystosowana do toru o szerokości 785 mm

Do serii Lyd1 zaliczano następujące typy lokomotyw:
- WLs150
- WLs180 (produkowana także pod oznaczeniem 803D)

### Lyd2
- L – Lokomotywa spalinowa
- y – posiadająca 3 osie napędne
- d – napędzana silnikiem o zapłonie samoczynnym
- 2 – z przekładnią hydrauliczną

Jedynym typem lokomotyw zaliczanych do serii Lyd2 była L30H.

### Lxd2
- L – Lokomotywa spalinowa
- x – posiadająca 4 osie napędne

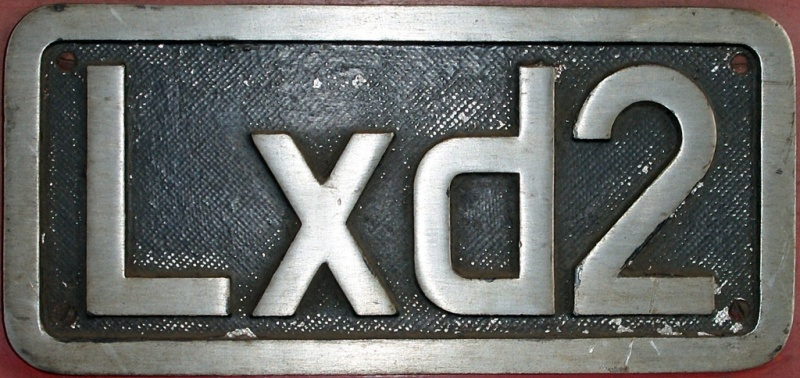

- d – napędzana silnikiem o zapłonie samoczynnym
- 2 – z przekładnią hydrauliczną

Jedynym typem lokomotyw zaliczanych do serii Lxd2 była L45H.

## Wagony silnikowe
Oznaczenie wagonów silnikowych składało się z umieszczonych obok siebie symboli określających kolejno: 
1. przynależność do wagonów silnikowych,
2. klasę wagonu,
3. liczbę osi,
4. rodzaj silnika,
5. rodzaj przekładni
6. numer inwentarzowy określający jednocześnie szerokość toru, do której wagon był przystosowany

1. Symbolem określającym przynależność do wagonów motorowych był symbol M.
2. Do określenia klasy wagonu stosowano następujące symbole:
A – pierwsza klasa,
B – druga klasa,
AB – pierwsza i druga klasa – wagon mieszany.
3. Do określenia liczby osi stosowano następujące symbole:
(brak symbolu) – 2 osie,
y – 3 osie,
x – 4 osie.
4. Do określenia rodzaju silnika stosowano następujące symbole:
c – silnik spalinowy o zapłonie iskrowym,
d – silnik spalinowy o zapłonie samoczynnym,
a – silnik elektryczny akumulatorowy.
5. Do określenia rodzaju przekładni stosowano następujące symbole cyfrowe:
1 – przekładnia mechaniczna,
2 – przekładnia hydrauliczna,
3 – przekładnia hydromechaniczna,
4 – przekładnia elektryczna.
6. W zależności od szerokości toru do której był przystosowany wagon nadawano mu numer inwentarzowy (taborowy) z odpowiedniego zakresu:
- tor o szerokości 600 mm – od 001 do 100
- tor o szerokości 750 mm – od 101 do 280
- tor o szerokości 785 mm – od 281 do 300
- tor o szerokości 800 mm – od 401 do 410
- tor o szerokości 1000 mm – od 301 do 400

 Przykłady: 

### MBc1
- M – Wagon silnikowy
- B – drugiej klasy
- (brak symbolu) – posiadający 2 osie
- c – napędzany silnikiem o zapłonie iskrowym
- 1 – z przekładnią mechaniczną

Do serii MBc1 zaliczano wagony silnikowe typu Mw63.

### MBd1
- M – Wagon silnikowy
- B – drugiej klasy
- (brak symbolu) – posiadający 2 osie
- d – napędzany silnikiem o zapłonie samoczynnym
- 1 – z przekładnią mechaniczną

Do serii MBd1 zaliczano wagony silnikowe typu Mw63.

### MBxd1
- M – Wagon silnikowy
- B – drugiej klasy
- x – posiadający 4 osie
- d – napędzany silnikiem o zapłonie samoczynnym
- 1 – z przekładnią mechaniczną

Do serii MBxd1 zaliczano następujące typy wagonów silnikowych:
- 1MW
- 1Aw/M (przebudowa z wagonów osobowych typu 1Aw)

### MBxd2
- M – Wagon silnikowy
- B – drugiej klasy
- x – posiadający 4 osie
- d – napędzany silnikiem o zapłonie samoczynnym
- 2 – z przekładnią hydrauliczną

Jedynym typem wagonów silnikowych zaliczanych (de facto błędnie) do serii MBxd2 jest A20D-P.

## Wózki spalinowe torowe
Oznaczenie wózków spalinowych torowych składało się z umieszczonych obok siebie symboli określających kolejno: 
1. przynależność do spalinowych wózków torowych,
2. rodzaj silnika.

1. Symbolem określającym przynależność do wózków motorowych był symbol Wm.
2. Do określenia rodzaju silnika stosowano następujące symbole:
c – silnik spalinowy o zapłonie iskrowym,
d – silnik spalinowy o zapłonie samoczynnym.
3. W zależności od szerokości toru do której był przystosowany wózek nadawano mu numer inwentarzowy (taborowy) z odpowiedniego zakresu:
- tor o szerokości 600 mm – od 201 do 250
- tor o szerokości 750 mm – od 001 do 100
- tor o szerokości 785 mm – od 101 do 150
- tor o szerokości 800 mm – nie przewidziano w instrukcji
- tor o szerokości 1000 mm – od 151 do 200

 Przykłady: 

### Wmc
- Wm – Wózek silnikowy torowy
- c – napędzany silnikiem o zapłonie iskrowym
- 106 – o numerze inwentarzowym 106, przystosowany do toru o szerokości 785 mm

Takie oznaczenie miały między innymi wózki silnikowe serii Wmc.

## Drezyny silnikowe
Oznaczenie drezyny silnikowej składało się z umieszczonych obok siebie symboli określających kolejno: 
1. przynależność do drezyn silnikowych,
2. rodzaj drezyny silnikowej,
3. rodzaj silnika.

1. Symbolem określającym przynależność do drezyn silnikowych jest symbol D.
2. Do określenia rodzaju drezyny silnikowej stosowano następujące symbole:
k – drezyna kryta,
o – drezyna odkryta.
3. Do określenia rodzaju silnika stosowano następujące symbole:
c – silnik spalinowy o zapłonie iskrowym,
d – silnik spalinowy o zapłonie samoczynnym.
4. W zależności od szerokości toru, do której była przystosowana oraz rodzaju silnika (o zapłonie iskrowym albo samoczynnym, czyli benzynowy albo Diesla), w który wyposażona była drezyna, nadawano jej numer inwentarzowy (taborowy) z odpowiedniego zakresu:
- silnik o zapłonie iskrowym, tor o szerokości 600 mm – od 001 do 100
- silnik o zapłonie iskrowym, tor o szerokości 750 mm – od 101 do 200
- silnik o zapłonie iskrowym, tor o szerokości 785 mm – od 201 do 300
- silnik o zapłonie iskrowym, tor o szerokości 800 mm – nie przewidziano w instrukcji
- silnik o zapłonie iskrowym, tor o szerokości 1000 mm – od 301 do 400

- silnik o zapłonie samoczynnym, tor o szerokości 600 mm – od 501 do 600
- silnik o zapłonie samoczynnym, tor o szerokości 750 mm – od 601 do 700
- silnik o zapłonie samoczynnym, tor o szerokości 785 mm – od 701 do 800
- silnik o zapłonie samoczynnym, tor o szerokości 800 mm – nie przewidziano w instrukcji
- silnik o zapłonie samoczynnym, tor o szerokości 1000 mm – od 801 do 900

 Przykłady: 

### Doc
- D – Drezyna silnikowa
- o – odkryta,
- c – napędzana silnikiem o zapłonie iskrowym.

## Wagony osobowe
Oznaczenie wagonów osobowych składało się z umieszczonych obok siebie symboli określających kolejno: 
1. klasę wagonu,
2. liczbę osi,
3. rodzaj hamulca,
4. rodzaj przejścia międzywagonowego,
5. numer inwentarzowy określający jednocześnie szerokość toru, do której wagon był przystosowany.

1. Do określenia klasy wagonu stosowano następujące symbole:
A – pierwsza klasa,
B – druga klasa,
AB – pierwsza i druga klasa – wagon mieszany.
2. Do określenia liczby osi stosowano następujące symbole:
(brak symbolu) – 2 osie,
y – 3 osie,
x – 4 osie.
3. Do określenia rodzaju hamulca stosowano następujące symbole:
(brak symbolu) – brak hamulca,
h – hamulec ręczny,
hp – hamulec pneumatyczny.
4. Jeżeli wagon posiadał przejścia międzywagonowe, wówczas na końcu jego oznaczenia umieszczano symbol i.
5. W zależności od szerokości toru do której był przystosowany wagon nadawano mu numer inwentarzowy (taborowy) z odpowiedniego zakresu:
- tor o szerokości 600 mm – od 0001 do 1000
- tor o szerokości 750 mm – od 1001 do 2000
- tor o szerokości 785 mm – od 2001 do 2200
- tor o szerokości 800 mm – do 2201 do 2400
- tor o szerokości 1000 mm – od 2401 do 2800

 Przykłady: 

### Bxhpi
- B – Wagon osobowy drugiej klasy
- x – posiadający 4 osie
- hp – wyposażony w hamulec powietrzny
- i – z przejściem międzywagonowym.

Do tej serii wagonów zaliczano następujące typy wagonów:
- 1Aw – wagony produkowane w latach 50. w Świdnicy,
- 3Aw – wagony produkowane w latach 60. w Pafawagu,
- A20D-P – wagony toczne spalinowego zespołu trakcyjnego, produkowane przez zakłady FAUR w Rumunii.

## Wagony specjalne w ruchu osobowym
Oznaczenie wagonów specjalnych składało się z umieszczonych obok siebie symboli określających kolejno: 
1. rodzaj wagonu,
2. liczbę osi,
3. rodzaj hamulca,
4. numer inwentarzowy określający jednocześnie szerokość toru, do której wagon był przystosowany

1. Do określenia rodzaju wagonu stosowano następujące symbole:
As – wagon salonowy,
G – wagon pocztowy,
F – wagon bagażowy,
H – wagon sanitarny,
D – wagon doświadczalny.
2. Do określenia liczby osi stosowano następujące symbole:
(brak symbolu) – 2 osie,
y – 3 osie,
x – 4 osie.
3. Do określenia rodzaju hamulca stosowano następujące symbole:
(brak symbolu) – brak hamulca,
h – hamulec ręczny,
hp – hamulec pneumatyczny.
4. W zależności od szerokości toru do której był przystosowany wózek nadawano mu numer inwentarzowy (taborowy) z odpowiedniego zakresu:
- tor o szerokości 600 mm – od 3000 do 3200
- tor o szerokości 750 mm – od 3201 do 3400
- tor o szerokości 785 mm – od 3401 do 3450
- tor o szerokości 800 mm – od 3451 do 3500
- tor o szerokości 1000 mm – od 3500 do 3600

 Przykłady: 

### Fxh
- F – Wagon pocztowy
- x – posiadający 4 osie
- h – wyposażony w hamulec ręczny.

Do tej serii wagonów zaliczano różne wagony kryte przebudowywane podczas napraw okresowych, wśród nich można wymienić np.:
- Fxh 4080 – wagon pocztowy kursujący na kolei Rogów-Rawa-Biała

## Wagony towarowe
Oznaczenie wagonów towarowych składało się z umieszczonych obok siebie symboli określających kolejno: 
1. rodzaj (przeznaczenie) wagonu,
2. ładowność,
3. liczbę osi,
4. rodzaj hamulca,
5. występowanie zastaw zbożowych,
6. numer inwentarzowy określający jednocześnie szerokość toru, do którego przystosowany był wagon.

1. Do określenia rodzaju wagonu stosowano następujące symbole:
K – wagon kryty,
W – wagon węglarka,
P – wagon platforma,
Sl – wagon kłonicowy,
Sw – wagon wapniarka,
R – wagon cysterna,
Rg – wagon ze zbiornikami stałymi,
Ft – wagon bagażowy (tzw. brankard), używany w ruchu towarowym,
T – wagon transporter.
2. Do określenia ładowności stosowano następujące symbole:
(brak symbolu) – ładowność do 9,9 t,
d – ładowność w zakresie od 10 do 15 t,
dd – dla wagonów o ładowności powyżej 15 t,
3. Do określenia liczby osi stosowano następujące symbole:
(brak symbolu) – 2 osie,
y – 3 osie,
x – 4 osie,
yy – 6 osi.
4. Do określenia rodzaju hamulca stosowano następujące symbole:
(brak symbolu) – brak hamulca,
h – hamulec ręczny,
hp – hamulec pneumatyczny.
5. Jeżeli był to wagon kryty wyposażony w zastawy zbożowe wówczas na końcu jego oznaczenia umieszczano symbol z.
 Przykłady: 

### Wddxh
- W – Wagon węglarka
- dd – o ładowności powyżej 15 ton
- x – posiadający 4 osie
- h – wyposażony w hamulec ręczny.

Do tej serii wagonów zaliczano następujące typy wagonów (np. 4Ww, 4Ww/a):
- – wagony produkowane w latach 50. w Świdnicy,
- – wagony produkowane w latach 50. w Chorzowskim Konstalu,
- – wagony produkowane w latach 50. w Zastal Zielona Góra,
- – wagony produkowane w latach 50. w ZNTK w Stargardzie Szczecińskim,

### Wddxhp
- W – Wagon węglarka
- dd – o ładowności powyżej 15 ton
- x – posiadający 4 osie
- hp – wyposażony w hamulec powietrzny.

Do tej serii wagonów zaliczano następujące typy wagonów:
- – wagony produkowane w latach 50. w ZNTK w Stargardzie Szczecińskim,

### Tddyyhp
- T – Wagon transporter
- dd – o ładowności powyżej 15 ton
- yy – posiadający 6 osi (właściwie dwa razy po 3 osie)
- hp – wyposażony w hamulec powietrzny.

Do tej serii wagonów zaliczano następujące typy wagonów:
- Tw6
- Tw6a